# Koffler Bódog
Felix Koffler von Nordwende (magyarul: Kofler Bódog, Pest, 1825. – ?) az 1848–49-es szabadságharc őrnagya.

## Élete
Apja császári és királyi hadsereg vezérőrnagya volt. (Ő maga nővére, Jozefa révén - akinek férje 1848-ban Meszlényi Jenő 1848/49-es honvéd ezredes Meszlényi Teréz testvére lett - , Kossuth Lajos "sógora" volt.) 1838-ban katonaiskolára került, s még ez évben alhadnaggyá nevezték ki a 41. gyalogezredhez (13 évesen, ami szinte példa nélkül állt a császári hadseregben.) 1843-ban hadnaggyá léptették elő, majd 1848. április 14-én főhadnagy lett a 2., Sándor orosz cár nevét viselő (magyarországi sorozású) gyalogezrednél. 
1848 júliusában ezrede 1. zászlóaljával a Délvidékre vezényelték, a kitört szerb felkelés leverésére. A Verbászon kialakított sereg kötelékében részt vett a szenttamási szerb tábor augusztus 19-i és szeptember 21-i sikertelen ostromában, valamint az ezt követő bácskai harcokban. 
A Béccsel történt szakítást követően -október elején- ezredével, ill. zászlóaljával csatlakozott az alakuló honvédsereghez. Mivel a tisztikar császárhű része ekkor kilépett, magyar hadügyminisztérium Koflert október 28-án al- november 26-án pedig főszázadossá léptette elő. Az utóbb említett dátummal egyidejűleg zászlóaljának 4 századával (a másik kettő az eszéki várőrségnél teljesített szolgálatot), Franz Buchta őrnagy vezetésével  a Csucsai-szorosban álló erdélyi sereghez vezényelték. Bem József tábornok alatt részt vettek az erdélyi császári sereg támadásának elhárításában (december 18-20.), majd az ezt követő ellentámadásban, mely Erdély északi felének felszabadulását eredményezte. (December 23-i dési, december 29-i bethleni, december 31-i beszterce/naszódi, ill. 1849. január 4-i tihucai és január 5-i vatra dornai győzelem.) 1849. február 3-án Bem tábornok Koflert őrnaggyá és a Borgói szoros mintegy 700 főnyi őrségének (a 2. gyalogezred 4 százada, egy szakasz a 8. Koburg huszárezredből és némi tüzérség) nevezte ki.
Különítményét a Bukovinába korábban kivert Karl Urban alezredes csapatai február 6-ra virradóra meglepték, s Koflerral együtt nagyrészt fogságba ejtették. (Egy korabeli visszaemlékezés szerint Urban személyesen vonta felelősségre Koflert, hogy császári-királyi tisztként miként állhatott a lázadók oldalára, mire a "szőke, nyulánk tiszt kihúzva magát a magyar kormányra tett esküjére hivatkozott - de meg be sem fejezhette mondanivalóját, amikor Urbán úgy arcul csapta, hogy az orra vére folyt a fehér hóra." A magyar kormány hűségére tett eskü - melyet a bécsi udvar egyetértésével 1848 nyarán a Magyarországon állomásozó császári és királyi csapatoknak le kellett tenniük - érve a császári hadbíróság előtt is hatástalannak bizonyult: Koflert 1849. július 2-án Bécsben kötél általi halálra ítélték. Ezt a "legfelsőbb kegyelem" - az augusztus 20-án kihirdetett ítélet szerint végül is 20 évi várfogságra változtatta. A csehországi Josefstadtban (Jozefov) raboboskodott, mígnem - a szabadságharcban való részvétel miatt elítéltek közül az utolsók között - 1858. október 30-án kegyelmet kapott. 
További sorsáról - a Bach-kori titkosrendőri megfigyelési adatok szerint - csak annyi ismeretes, hogy az 1850-es évek végén segédjegyző volt a Somogy vármegyei Szulokon.